# NAUGHTY BOYS ノーティー・ボーイズ
『NAUGHTY BOYS ノーティー・ボーイズ』（Naughty Boys）は、2002年に製作された今泉浩一監督の日本映画。

## 解説
今泉浩一監督の初長編作品。日本では、2002年8月3日に第11回東京国際レズビアン&ゲイ映画祭にて上映された。

## キャスト
- タカユキ：久和侑史
- がっちゃん：吉岡亮夫
- コータロー：ハスラーアキラ
- ケイイチ：入内島一久
- マーガレッチョ：マーガレット